# Амитивилски ужас (филм из 1979)
Амитивилски ужас (енгл. The Amityville Horror) је амерички хорор филм из 1979. режисера Стјуарта Розенберга, са Џејмсом Бролином, Марго Кидер и Родом Стајгером у главним улогама. Први је у истоименом серијалу, који укупно садржи 19 филмова, укључујући бројне наставке, преднаставке и римејкове.

## Радња
Џорџ и Кети Луц су млад брачни пар, који купује кућу у Амитивилу, не знајући шта се све у њој дешавало. Након што се уселе са Кетином децом из претходног брака, позивају њеног пријатеља оца Дилејнија да освешта кућу. Ипак због присуства чудних мрачних сила у кући отац не успева да је освешта и бежи једва спасавши главу. Иако покушава да је обавести да морају што пре да напусте ту кућу, нешто му не дозвољава. У кући се дешава низ чудних застрашујућих догађаја, а оцу Дилејнију се дешава саобраћајна несрећа на путу до Кети, коју успева да преживи. Мистерију разрешава Каролин, жена Џорџовог пријатеља, која у подруму налази место од ког та сила потиче и назива га пролазом до пакла. Кети жели што пре да напусти кућу, али Џорџ све више губи разум и постаје агресиван. Отац Дилејни покушава да очита молитву којом би помогао Кети и њеној породици, али усред обреда постаје слеп. Кети сазнаје да је на истом месту пре неколико година један човек убио целу породицу и на слици види да тај човек неописиво подсећа на њеног садашњег супруга. Забринута да и њен супруг не уради исто Кети одлази кући и прави ужас тек тада почиње...

## Улоге
| Глумац         | Улога              |
| -------------- | ------------------ |
| Марго Кидер    | Кети Луц           |
| Џејмс Бролин   | Џорџ Луц           |
| Род Стајгер    | Отац Дилејни       |
| Дон Страуд     | Отац Болен         |
| Хелен Шејвер   | Каролина           |
| Наташа Рајан   | Ејми               |
| Кеј Си Мартел  | Грег               |
| Мино Пилуси    | Мет                |
| Мајкл Сакс     | Џеф                |
| Мареј Хамилтон | Отац Рајан         |
| Џон Ларч       | Отац Нункио        |
| Ајрин Дејли    | Тетка Хелена       |
| Ејми Брајт     | Џеки, бејбиситерка |
| Вал Ејвери     | Џијонфридо         |
| Елза Рејвен    | Госпођа Таузенд    |
| Марк Ваханијан | Џими               |
| Елен Саланд    | Џимијева супруга   |
| Еди Барт       | Агучи              |
| Џејмс Толкан   | Иследник           |